# William F. Bottke
William F. "Bill" Bottke (nascut l'any 1966) és un científic planetari especialitzat en asteroides. Treballa al Southwest Research Institute de Boulder, Colorado.

## Educació
Bottke va estudiar física i astrofísica a la Universitat de Minnesota fins a l'any 1988. El 1995, va rebre el seu doctorat en ciència planetària per la Universitatd'Arizona en recerca de dinàmica d'asteroides.

## Recerca científica
La recerca de Bottke se centra a modelar diverses propietats de la dinàmica d'asteroides. Ha publicat sobre la importància dels efectes en l'òrbita física dels asteroides de l'efecte Yarkovsky i l'efecte YORP al principi de la formació del sistema solar (bombardeig primerenc).

### K-Pg (K/T)
El 2007, Bottke publicà a la revista Nature (amb David Vokrouhlicky i David Nesvorny), la proposta que un asteroide va produir el Cràter Chicxulub i causà l'extinció del Cretaci-Paleogen. Aquest asteroide s'hauria format fa uns 160 milions d'anys. Bottke es va basar en els fragments de la família Baptistina d'asteroides asteroid family, També va proposar que el Cràter Tycho de la Lluna es va crear en el mateix xoc.